# Goldbürzel-Bartvogel
Der Goldbürzel-Bartvogel (Pogoniulus bilineatus), auch Gelbbüschel-Zwergbärtling oder Binden-Zwergbärtling genannt, ist eine Art aus der Familie der Afrikanischen Bartvögel (Lybiidae). Die Art kommt in Afrika beiderseits des Äquators vor und hat das größte Verbreitungsgebiet aller Zwergbärtlinge. Gemeinsam mit dem Rotbürzel-Bartvogel ist er die häufigste Art dieser Gattung. Es werden für den Goldbürzel-Bartvogel mehrere Unterarten unterschieden. Die IUCN stuft den Goldbürzel-Bartvogel als nicht gefährdet (least concern) ein.

## Erscheinungsbild
Die Männchen der Nominatform erreichen eine Flügellänge zwischen 5,4 und 6,0 Zentimeter. Die Schwanzlänge beträgt 2,8 bis 3,5 Zentimeter. Der Schnabel wird zwischen 2,8 und 3,5 Zentimeter lang. Weibchen haben ähnliche Körpermaße wie die Männchen. Wie für alle Zwergbärtlinge charakteristisch besteht kein auffälliger Sexualdimorphismus.
Männchen und Weibchen sind von der Stirn bis zum Rücken glänzend schwarz. Über und unter dem Auge befindet sich jeweils eine weiße Linie. Die Linie unterhalb der Augen verläuft weiter entlang der Schnabelbasis und dehnt sich bis zu den Halsseiten auf. Die Kopfseiten sind ansonsten schwarz. Der Bürzel ist goldgelb, die Oberschwanzdecken sind schwarz. Die Steuerfedern sind gleichfalls schwarz und weisen frisch vermausert gelblich-weiße Säume auf. Das Kinn und die Kehle sind weiß bis oliv grau-weiß. Die Brust und die Körperseiten sind grau olivfarben. Der Bauch ist gelblich grün, die Flanken sind matt olivgrau. Die Unterschwanzdecken sind gelb-weiß. Der Schnabel ist schwarz. Die unbefiederte Haut rund um die Augen ist grau, die Augen sind braun und bei einigen Individuen auch rot. Beine und Füße sind grün-grau bis blaugrau.
Jungvögel sind etwas matter als die adulten Vögel. Der Schnabel ist bei ihnen noch gelb bis hornfarben. Er dunkelt mit zunehmenden Lebensalter von der Spitze her ein. 
Verwechslungsmöglichkeiten bestehen vor allem mit dem Gelbkehl-Zwergbärtling. Diese Art unterscheidet sich vom Goldbürzel-Bartvogel durch die weiße Kehle und ist etwas größer. Am eindeutigsten sind die beiden Arten anhand ihrer Lautäußerungen zu unterscheiden. Bei dem als Makawa-Bartvogel beschriebenen Individuum handelt es sich nach Ansicht einiger Ornithologen gleichfalls um einen Goldbürzel-Bartvogel, der lediglich ein ungewöhnlich abweichendes Gefieder aufweist.

## Verbreitungsgebiet
Der Goldbürzel-Bartvogel kommt in Afrika von Senegal und Gambia über den Süden Westafrikas bis in den Süden Nigerias vor. In östlicher Verbreitungsrichtung erstreckt sich sein Verbreitungsgebiet über den Süden von Kamerun bis in den Süden Sudans, Ugandas und nach Kenia. Von dort in südlicher Richtung bis in den Norden Angolas, den Norden und Osten Sambias sowie den Osten Südafrikas und den Süden Mosambiks. Er kommt auch auf der Insel Bioko im Golf von Guinea sowie auf Sansibar vor der ostafrikanischen Küsten vor. Seine Höhenverbreitung reicht von Wäldern der Tiefebenen bis in Bergwälder. In Westafrika kommt er noch in Höhenlagen von 1.800 Meter, in Ostafrika noch auf 3.000 Meter und bis auf 600 Meter in der Republik Südafrika.

## Lebensweise
Der Goldbürzel-Bartvogel ist eine sehr anpassungsfähige Art, die in verschiedenen Waldtypen zu Hause ist. Er besiedelt in Westafrika auch baumbestandenes Grasland und kommt unter anderem auch auf Kaffeeplantagen und in Gärten vor. Früchte stellen den größten Teil seines Nahrungsspektrums dar. Daneben frisst er aber auch Insekten und deren Larven. Er reagiert auf den Gesang einer Reihe anderer Bartvögel, darunter Gelbfleck-Bartvogel, Flecken-Bartvogel, Bergbartvogel, Gelbstirn-Bartvogel und Schlichtbartvogel. Sein Revier verteidigt er ganzjährig. Die Reviergröße ist variabel, in der Nähe von Nairobi besteht ein durchschnittliches Revier eines Goldbürzel-Bartvogels aus etwa vier Hektar.
Die Individuen übernachten auch einzeln in selbst gehackten Baumhöhlen. Sie brüten auch in Baumhöhlen und ziehen in einer Fortpflanzungsperiode meist zwei Bruten groß. Sie hacken jährlich allerdings eine neue Bruthöhle. Zu den Brutparasiten zählt der Zwerghoniganzeiger und vermutlich auch der Schuppen-Honiganzeiger, der wahrscheinlich aber den Eingang der Nisthöhle vergrößern muss, bevor er sein Ei in die Bruthöhle eines Goldbürzel-Bartvogels legen kann.
Das Gelege besteht aus zwei bis fünf Eiern. Beide Elternvögel brüten, die Brutzeit beträgt circa zwölf Tage. Frisch geschlüpften Nestlingen werden zunächst mit Insekten, später auch mit Früchten gefüttert. Bis zu 19 mal pro Stunde tragen die Elternvögel Futter an die Nisthöhle. Zu den potentiellen Feinden der Nestlinge und der Gelege zählen unter anderem Hörnchen. Diese werden von den Elternvögeln attackiert, wenn sie sich der Nisthöhle nähern. Die Nestlingszeit beträgt 17 bis 20 Tage.

## Systematik
Die Erstbeschreibung des Goldbürzel-Bartvogels stammt aus dem Jahr 1850 und geht auf den schwedischen Zoologen Carl Jakob Sundevall zurück. Der Holotyp war in der Nähe des Mzali River in der heutigen südafrikanischen Provinz KwaZulu-Natal gesammelt worden. Als wissenschaftlichen Namen der neuen Art wählte Sundevall das Binomen Megalaema bilineata, wobei das aus dem lateinischen stammende Artepitheton in etwa „doppelt gestreift“ bedeutet und sich auf die Gesichtszeichnung der Vögel bezieht. Die Verwandtschaftsverhältnisse innerhalb der Gattung der Zwergbärtlinge sind bislang nur unvollständig erforscht. Als relativ nah verwandte Arten gelten der Gelbkehl-Zwergbärtling (P. subsulphureus), der Feuerstirn- (P. pusillus) und der Gelbstirn-Bartvogel (P. chrysoconus).
Innerhalb der Art werden sechs Unterarten akzeptiert, die sich hauptsächlich hinsichtlich subtiler Unterschiede bei der Gefiederfärbung und den Lautäußerungen unterscheiden:
- P. b. bilineatus (Sundevall, 1850) – Östliches Sambia und südliches Tansania bis in den Osten Südafrikas.
- P. b. leucolaimus (Verreaux & Verreaux, 1851) – Senegambia ostwärts bis in den Südsudan und ins westliche Uganda sowie südwärts bis in den Norden Angolas und den Süden der Demokratischen Republik Kongo.
- P. b. fischeri (Reichenow, 1880) – Küstenregionen Kenias bis ins nordöstliche Tansania sowie auf den Inseln Sansibar und Mafia.
- P. b. jacksoni (Sharpe, 1897) – Östliches Uganda südwärts bis in den Osten Burundis und nach Nord-Tansania.
- P. b. mfumbiri (Ogilvie-Grant, 1907) – Südwestliches Uganda bis in den Westen Burundis und das westliche Tansania sowie das nördliche Sambia.
- P. b. poensis (Alexander, 1908) – Insel Bioko im Golf von Guinea.

Darüber hinaus wird der nur von einem einzelnen Exemplar bekannte Makawa-Bartvogel (P. makawai) von den meisten Autoren als ungewöhnliches Individuum des Goldbürzel-Bartvogels betrachtet. Der Mitte der 1960er-Jahre im Nordwesten Sambias gesammelte Vogel wies eine Reihe von Unterschieden zu „gewöhnlichen“ Goldbürzel-Bartvögeln auf, darunter das Fehlen des weißen Überaugenstreifs, feine dunkle Querstreifen an der Unterseite und einen kräftigeren, stärker gebogenen Schnabel. Einige, aber nicht alle diese Eigenschaften könnten möglicherweise auf einen Fall von Melanismus zurückzuführen sein. Da trotz mehrfacher, intensiver Suchen in den Wäldern der Region keine ähnlichen Vögel gefunden werden konnten, kann das Vorliegen einer eigenen Art in diesem Fall nicht abschließend ausgeschlossen werden.

## Belege

### Weblink
- Pogoniulus bilineatus in der Roten Liste gefährdeter Arten der IUCN 2013.2. Eingestellt von: BirdLife International, 2012. Abgerufen am 2. Februar  2014.
- Goldbürzel-Bartvogel (Pogoniulus bilineatus) bei Avibase
- Goldbürzel-Bartvogel (Pogoniulus bilineatus) auf eBird.org
- xeno-canto: Tonaufnahmen – Goldbürzel-Bartvogel (Pogoniulus bilineatus)